# Nhialic
Nhialic a Dinka vallás főistene, a teremtő isten, akinek népe jelenleg Dél-Szudánban él. A dinka nyelvben a kifejezés az istenek csoportját is jelentheti. Egyes beszámolókban Nhialic Deng Dit néven is ismert.

## Bemutatás
Különálló entitásként Nhialic egy legfőbb teremtő isten, aki az égben lakik. Férfiként említik, bár nincsenek fizikai megnyilvánulásai. Nhialic teremtette az első embereket, valamint a világegyetemet és mindent, ami benne van. A dinka emberek mindennapi életében az égből megjelenő természeti jelenségeket, mint például az eső és a mennydörgés, Nhialic földi jelenlétének bizonyítékaként értelmezik. Nhialic-ot a dinka panteon vezetőjének tekintik, ugyanakkor a „Nhialic” kifejezést gyakran használják a dinka panteon egészének megnevezésére.

## Család
Robert Tordiff Johnston (1934) szerint a dinka panteon számos istenét és istennőjét Nhialic utódainak tekintik, közülük a következők a legjelentősebbek:
- Ayum, a szél istennője. Gyakran hivatkoznak úgy rá, mint egy olyan erőre, amely az esőzések előtt jelenik meg.
- Alwet, az eső istennője.
- Aja.
- Nyanngol, más néven Nyanwol vagy Nyancar, egy istennő.
- Gerrang, más néven Garang. Johnston (1934) a munkájában rosszindulatú istenként írta le, aki gyakran vétkezésre készteti az embereket, míg Godfrey Lienhardt (1961) gyógyító istenségként mutatja be, bár Lienhardt is megerősíti, hogy a dinka emberek hajlamosak a szerencsétlenségeket Gerrang-nak tulajdonítani.
- Ayak, Ayum  női megfelelője.

Johnston beszámolójától némileg eltér Godfrey Lienhardt (1961) későbbi kutatása, aki a dinka panteon tagjai között a családi kapcsolatot nagyrészt önkényesnek tartja. Ugyanakkor azonban megállapította, hogy egyes, a Nílus folyótól keletre élő dinka törzsek Gerran-got Nhialic fiaként, Deng-et pedig Gerrang fiaként tartják számon.

## Mítoszok

### Az első emberek teremtése
Azt mondják, hogy Nhialic agyagból teremtette az első embereket; az első férfit, Garangot (aki különbözik Gerrang istentől) és Abukot, az első nőt. Ők eredetileg a mai emberek kicsinyített formái voltak, amíg Nhialic edényekbe nem tette őket, és hosszabb időre ott nem hagyta őket. Amikor előbújtak az edényekből, kifejlett emberekké váltak.

### A halál eredete
Minden dinka törzs egyetért abban, hogy a mennyet - amelyet az ég és a föld képvisel - egy kötél kötötte össze. Ez a kapcsolat azonban az első emberek, Garang és Abuk tettei miatt megszakadt. Hogy táplálkozzanak, Garang és Abuk minden nap azt a parancsot kapták Nhialic-tól, hogy egy bizonyos mennyiségű gabonát aprítsanak fel. Ezt a mennyiséget nem volt szabad túllépniük, ha ezt megteszik, a ledarált gabonaszemeket Nhialic felé dobják.
Egy nap Abuk a kapzsiságtól vezérelve úgy döntött, hogy több gabonát döngöl, mint amennyit isten mondott neki. Ahogy azt Nhialic előre megmondta, ezek a gabonaszemek végül az arcába csapódtak, amit ő sértésnek vett. Válaszul Nhialic kiküldött egy kék madarat, hogy vágja el az eget és a földet összekötő kötelet. Azóta az emberek halandóvá váltak, és a túléléshez folyamatosan táplálékot kellett maguknak szerezniük.

## Fordítás
Ez a szócikk részben vagy egészben  a   Nhialic című angol Wikipédia-szócikk ezen változatának fordításán alapul.  Az eredeti cikk szerkesztőit annak laptörténete sorolja fel. Ez a jelzés csupán a megfogalmazás eredetét és a szerzői jogokat jelzi, nem szolgál a cikkben szereplő információk forrásmegjelöléseként.